# Латинизация в СССР
Латиниза́ция — кампания по переводу письменностей народов СССР на латиницу, проводившаяся в 1920-е — 1930-е годы.

## История латинизации в СССР
Сторонником латинизации был А. В. Луначарский. В. И. Ленин (со слов Луначарского) также был сторонником латинизации, но выступал против немедленной латинизации русского языка: «Если мы наспех начнём осуществлять новый алфавит или наспех введём латинский, который ведь непременно нужно будет приспособить к нашему, то мы можем наделать ошибок и создать лишнее место, на которое будет устремляться критика, говоря о нашем варварстве и т. д… Я не сомневаюсь, что придёт время для латинизации русского шрифта, но сейчас наспех действовать будет неосмотрительно».
Латинизацию начали с языков, которые использовали письменность на основе арабского алфавита. Движение за использование латиницы вместо арабского алфавита началось с 1921 года в Азербайджане и на Северном Кавказе (Ингушетия, Северная Осетия и Кабарда). В 1925 году на 2-й конференции по просвещению горских народов Северного Кавказа было принято решение о латинизации письменности ингушей, кабардинцев, карачаевцев, адыгейцев, чеченцев. В марте 1926 года в Баку состоялся Первый Всесоюзный тюркологический съезд, на котором представители тюркских народов при участии учёных-тюркологов из Ленинграда и Москвы приняли решение о желательности применения опыта Азербайджана по латинизации в других республиках и автономных областях СССР. Для руководства этой работой был создан Всесоюзный центральный комитет нового тюркского алфавита (ВЦК HTA). 1-й пленум ВЦК HTA, прошедший в Баку в 1927 году, принял проект унифицированного нового тюркского алфавита из 34 букв (яналиф) с вводимыми по мере надобности добавочными знаками к нему для отдельных языков.
Уже к концу 1930-х годов большинство языков народов СССР было переведено на латинскую основу.
Были латинизированы или созданы заново алфавиты для следующих языков:
1. Абазинский язык (1932)
2. Абхазский язык (1924)
3. Аварский язык (1928)
4. Адыгейский язык (1926)
5. Азербайджанский язык (1922)
6. Алтайский язык (1929)
7. Ассирийский язык (1930)
8. Башкирский язык (1927)
9. Белуджский язык (1933)
10. Бурятский язык (1929)
11. Вепсский язык (1932)
12. Горско-еврейский язык (1929)
13. Даргинский язык (1928)
14. Дунганский язык (1928)
15. Еврейско-таджикский язык (1929)
16. Ижорский язык (1932)
17. Ингушский язык (1923)
18. Ительменский язык (1931)
19. Кабардино-черкесский язык (1923)
20. Казахский язык (1928)
21. Калмыцкий язык (1930)
22. Караимский язык (1928)
23. Каракалпакский язык (1928)
24. Карачаево-балкарский язык (1924)
25. Карельский язык (1931)
26. Кетский язык (1931)
27. Киргизский язык (1928)
28. Китайский язык (1931)
29. Коми язык (1932)
30. Коми-пермяцкий язык (1932)
31. Корякский язык (1931)
32. Крымскотатарский язык (1927)
33. Крымчакский язык (1928)
34. Кумандинский язык (1932)
35. Кумыкский язык (1927)
36. Курдский язык (1929)
37. Лазский язык (1930)
38. Лакский язык (1928)
39. Лезгинский язык (1928)
40. Мансийский язык (1931)
41. Молдавский язык (1932)
42. Нанайский язык (1931)
43. Ненецкий язык (1931)
44. Нивхский язык (1931)
45. Ногайский язык (1928)
46. Осетинский язык (1923)
47. Персидский язык (1930)
48. Саамский язык (1931)
49. Селькупский язык (1931)
50. Табасаранский язык (1932)
51. Таджикский язык (1928)
52. Талышский язык (1929)
53. Татарский язык (1928)
54. Татский язык (1933)
55. Туркменский язык (1927)
56. Удэгейский язык (1931)
57. Удинский язык (1934)
58. Уйгурский язык (1928)
59. Узбекский язык (1927)
60. Хакасский язык (1929)
61. Хантыйский язык (1931)
62. Цахурский язык (1934)
63. Чеченский язык (1925)
64. Чукотский язык (1931)
65. Шорский язык (1931)
66. Шугнанский язык (1932)
67. Эвенкийский язык (1931)
68. Эвенский язык (1931)
69. Эскимосский язык (1931)
70. Якутский язык (1920)

Были составлены и утверждены проекты латинизации следующих языков:
1. Алеутский язык
2. Арабский язык
3. Корейский язык
4. Удмуртский язык

Но они не были внедрены. Разрабатывались проекты латинизации всех остальных алфавитов народов СССР.
8 августа 1929 года постановлением ЦИК и СНК СССР «О новом латинизированном алфавите народов арабской письменности Союза ССР» переходу на латиницу был придан официальный статус. Начался переход на новый алфавит газет и журналов, издательств, учебных заведений. С 1930 года наступает новый этап латинизации: переход на новый алфавит народов других языковых групп.
Всего между 1923 и 1939 годами на основе латиницы были созданы алфавиты для 50 языков (из 72 языков народов СССР, имевших письменность). Латиница была приспособлена для якутского языка и языка коми, у которых уже существовали алфавиты на основе кириллицы, разработанные православными миссионерами. В марийских, мордовских и удмуртском языках продолжалось использование кириллицы даже в период максимальной латинизации.

### Сворачивание процесса
Однако в 1936 году началась новая кампания — по переводу всех языков народов СССР на кириллицу, что было в основном закончено к 1940 году (некириллизованными из распространенных в СССР языков остались немецкий, грузинский, армянский и идиш, последние три также не были латинизованы). Некириллизированными впоследствии оставались также польский, финский, латышский, эстонский и литовский языки, хотя для последнего предпринималась попытка кириллизации в конце XIX — начале XX веков.

## Алфавит
При создании национальных латинизированных алфавитов проводились в жизнь несколько общих принципов, которые исходили из идеи сделать письменность убористой (для экономии бумаги, краски и труда печатников; в связи с этим упоминается также некая «математическая формула» Н. Ф. Яковлева минимизации количества букв, способствующая быстрому слитному письму):
- избегать диграфов;
- избегать диакритических знаков, пишущихся отдельно от буквы; вместо этого применять слитные диакритические знаки (хвостики вроде французской седили и перечёркивание);
- заимствовать при необходимости знаки из других письменностей, не выбивающиеся из стиля латинского алфавита;
- при необходимости переворачивать буквы;
- но не делать букв слишком много, то есть отражать не тонкие позиционные варианты звуков, а более общие фонемы.

На практике это вылилось в вариации следующего «нового алфавита» (по-тюркски яналиф): Aa, Bʙ, Cc, Çç, Dd, Ee, Əə, Ff, Gg, Ƣƣ, Hh, Ii, Jj, Kk, Ll (Lʟ), Mm, Nn, Ꞑꞑ, Oo, Ɵɵ, Pp, Qq, Rr, Ss, Şş, Tt, Uu, Vv, Xx, Yy, Zz, Ƶƶ, Ьь; также допускалось применение апострофа.
Звуки, не имеющие канонического латинского способа передачи, изображались либо «лишними» буквами ([ы] как ь, [ч] как с), либо буквами с диакритическими знаками: [ш] и [дж] соответственно как ş и ç.
В 1929 году Наркомпрос РСФСР образовал комиссию по разработке вопроса о латинизации русского алфавита во главе с профессором Н. Ф. Яковлевым и с участием лингвистов, книговедов, инженеров-полиграфистов. Комиссия завершила работу в январе 1930 года. Итоговый документ предлагал три варианта русской латиницы, чуть отличавшиеся друг от друга лишь реализацией букв «ы», «ё», «ю» и «я», а также мягкого знака. 25 января 1930 года Сталин дал указание Главнауке прекратить разработку вопроса о латинизации русского алфавита.